# Ten (cantante)
Chittaphon Leechaiyapornkul (en tailandés: ชิตพล ลี้ชัยพรกุล; Bangkok, 27 de febrero de 1996), más conocido como Ten (en hangul, 텐), es un cantante y bailarín tailandés. Inició su carrera en su país natal participando en el programa Teen Superstar (2011), bajo el nombre artístico TNT. En 2016, debutó como integrante de NCT y posteriormente en su subunidad, WayV. En 2019, debutó  en el grupo SuperM. Debutó oficialmente como solista el 13 de febrero de 2024 con su EP homónimo, teniendo como sencillo principal la canción Nightwalker.

## Biografía
Fue reclutado por SM Entertainment durante las audiciones en Tailandia en el año 2013. Ten quería ser cantante de K-pop cuando su maestro de baile le enseñó la coreografía de Super Junior, «Sorry, Sorry». Audicionó para la agencia donde fue aceptado como aprendiz.[cita requerida]

## Carrera
A principios de 2011, participó en el programa Teen Superstar TV. En su primera audición, hizo la prueba con el número 1919 y en su segunda con el número 100, llegando al TS7 hasta que finalmente ganó el programa, teniendo como premio un contrato con la agencia surcoreana Starship Entertainment. Como parte del programa, lanzó la canción «Change» en asociación con los demás participantes: Puzo, Jab, Victor, Lookmai, Spark, Nutty, Sao, Tong, Hui, Bix y Yoomiin, en marzo de 2011 para el álbum Change Teen Superstar.
El 4 de abril del 2016, fue el tercer integrante en ser revelado, después de Mark y Jaehyun, como miembro de la primera subunidad del nuevo grupo de SM Entertainment, NCT, conocida como NCT U. Hizo su debut junto a NCT U el 8 de abril con el sencillo The 7th Sense.
En enero de 2019, fue presentado como parte de WayV. Este grupo debutó el 17 de enero con la versión en mandarín de Regular y el EP digital The Vision.
El 13 de febrero de 2024, debutó oficialmente en solitario con su EP homónimo, teniendo como sencillo principal la canción Nightwalker.

## Filmografía

### Programas de Competencia
| Año  | Título                      | Notas           |
| ---- | --------------------------- | --------------- |
| 2016 | Hit the Stage               | Concursante     |
| 2022 | Great Dance Crew            | Líder de equipo |
| 2022 | Food Truck Battle 2         | MC              |
| 2024 | Produce Camp Asia: Thailand | Mentor          |
| 2024 | Universe League             | Director        |